# تفكك اجتماعي

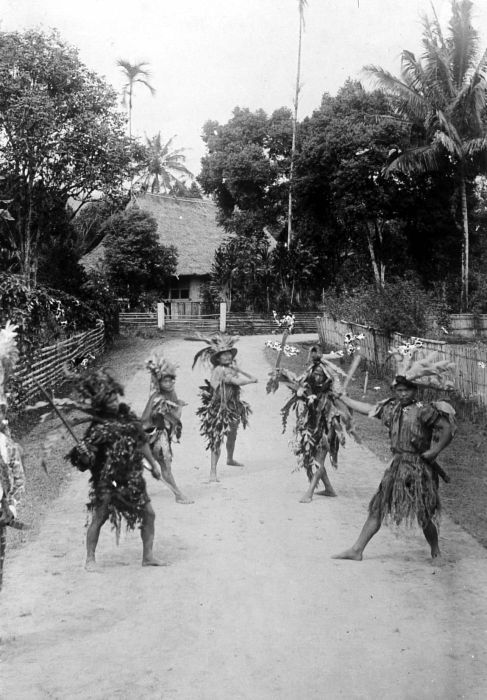

التفكك الاجتماعي هو اتجاه المجتمع إلى التدهور مع مرور الوقت، وقد يكون ذلك نتيجة تردي أو انهيار أنظمة الدعم الاجتماعي التقليدية. وفي هذا السياق، يشير «المجتمع» إلى النظام الاجتماعي الذي يحافظ على المجتمع، وليس النظام السياسي الذي يضع حدوده. والمجتمع بالمنظور الاجتماعي ليس هو نفسه الدولة.
تعود الأصول النظرية لهذه الفكرة إلى إميل دوركايم وفرديناند تونيز. وبالنسبة لكلا الباحثين، فقد قاما بالتقسيم إلى نوعين من التفكك الاجتماعي الذي يتوافق مع مرحلتين تاريخيتين. أولاً، يوجد تفكك بدائي قائم على التشابه والتفاعل الودي الذي أطلق عليه دوركايم التضامن الميكانيكي وسماه تونيز جيمينشافت (المجتمع). ثانيًا، يوجد تفكك أكثر تعقيدًا وحديث قائم على الترابط المجرد، المعروف باسم التضامن العضوي أو الجيسلشافت (المجتمع المدني).
يميل من يؤيدون أفكار التفكك الاجتماعي إلى التشكيك في قدرة التضامن العضوي التكاملية، حيث يدعون أنها إذا لم تكن قائمة على روابط وعلاقات بدائية، فإنها تكون ملفقة. وعلى الجانب الآخر، قد يجادل المتفائلون بأن أشكال التكامل المعقدة الجديدة ربما تنشأ عن مصادر عدة، مثلاً عن طريق أشكال تشكيل الهوية الجماعية الجديدة أو عن طريق الترابط العام.